# García I van León
García I van León (circa 871 - Zamora, 19 januari 914) was van 910 tot aan zijn dood koning van León. 

## Levensloop
García I was de oudste zoon van koning Alfons III van Asturië en Jimena, dochter van koning García Íñiguez van Navarra.
Tot in 909 regeerde hij aan de zijde van zijn vader, maar dat jaar kwam García in opstand tegen Alfons III. De rebellie werd echter onderdrukt en García belandde in een kerker. Zijn broers Fruela II en Ordoño II grepen vervolgens in en zetten hun vader af als koning van Asturië. In 910 verdeelden de drie broers het koninkrijk: García nam León in, Ordoño II het koninkrijk Galicië en Fruela II behield de overige delen van Asturië. 
Onder zijn regering fortificeerde hij de Douro en zorgde hij voor de herbevolking van Roa, Osma, Clunia en San Esteban, die door de Reconquista ontvolkt waren. Door deze inspanningen verwierf graaf Gonzalo Fernández van Castilië een grotere invloed.
In januari 914 overleed García. Hij was gehuwd met Muniadona, vermoedelijk een dochter van graaf Munio Núñez van Castilië. Dit huwelijk bleef kinderloos. Aangezien hij geen erfgenamen had, werd García als koning van León opgevolgd door zijn broer Ordoño.